# Portaivente
Portaivente es un lugar del municipio de Bóveda, en la provincia de Lugo, España. Pertenece a la parroquia de Tuimil.
Se encuentra a 387 metros de altitud, cerca del río Mao. Está formado por una única casa y en 2023 se encontraba despoblado.